# Chronologie du monde des sorciers de J. K. Rowling

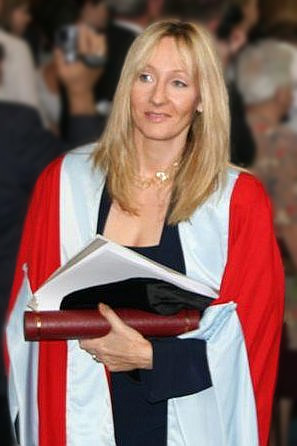
J. K. Rowling recevant un diplôme d'honneur de l'Université d'Aberdeen en 2006.

Cet article décrit dans l'ordre chronologique les événements se déroulant dans le monde des sorciers créé par J. K. Rowling, incluant les histoires de Harry Potter et celles des Animaux fantastiques.

## Chronologie

### De l'ouverture d'Ollivanderà la naissance d'Albus Dumbledore (-382 - 1881)
- −382 : ouverture de la boutique de baguettes magiques Ollivander[1].
- Entre 476 et 1492 : ouverture de l'institut Durmstrang en Scandinavie[2].
- 962 : Première course annuelle de balais de Kopparberg à Arjeplog[3].
- Avant 976 : naissance de Godric Gryffondor, Salazar Serpentard, Helga Poufsouffle et Rowena Serdaigle. [réf. nécessaire]
- 990 : 
  - fondation de l'école de sorcellerie de Poudlard par Godric Gryffondor, Salazar Serpentard, Helga Poufsouffle et Rowena Serdaigle[4],[2].
  - Castelobruxo est ouvert au Brésil[2].
- 993 : Salazar Serpentard crée la chambre des Secrets et y enferme le Basilic[2].
- Vers 1000 : mort de Helena Serdaigle (fille de Rowena Serdaigle), tuée par le Baron Sanglant[5] qui se suicidera par la suite.
- Vers 1200 : création du quidditch.
- Vers 1294 : création du Tournoi des Trois Sorciers entre les écoles de Poudlard, Beauxbâtons et Durmstrang[6].
- Avant 1326 : naissance de l'alchimiste Nicolas Flamel[7].
- 1473 : création de la coupe du monde de Quidditch[8].
- 31 octobre 1492 : mort de Sir Nicholas de Mimsy-Porpington, alias Nick Quasi-Sans-Tête[4].
- Vers 1600 : création par Mangouste Bonham de l'Hôpital Sainte-Mangouste pour les maladies et blessures magiques[9].
- 1612 : révolte des gobelins[10].
- 1637 : instauration du Code de conduite des loups-garous[11].
- 1689 : signature du Code international du secret magique[12].
- 1692 : instauration du Code international du secret magique, destiné à dissimuler l'usage de la magie aux Moldus[13],[14].
- 1709 : interdiction de l’élevage des dragons par la convention des sorciers[15].
- Vers 1830 : mise en place du Poudlard Express[16].
- Entre 1865 et 1924 : Phineas Nigellus Black devient directeur de Poudlard[17].

### De la naissance d'Albus Dumbledore à celles de James et Lily Potter (1881 - 1960)
- Été 1881[18] : naissance d'Albus Dumbledore.
- Vers 1883 : naissance de Gellert Grindelwald.
- Entre 1882 et 1913 : Naissance d'Horace Slughorn[2].
- 1883 ou 1884[19] : naissance d'Abelforth Dumbledore.
- 1885[20] : naissance d'Ariana Dumbledore.
- Entre le 24 février 1888 et le 23 février 1889 : naissance de Thésée Dragonneau.
- 1890 : Événements de Hogwarts Legacy.
- Septembre 1892[21] : Albus Dumbledore entre à Poudlard, dans la maison Gryffondor.
- 1897[22] : naissance de Norbert Dragonneau.
- 1899 : 
  - Juin : Albus Dumbledore passe ses ASPIC avec succès et quitte Poudlard ; mort de Kendra Dumbledore[23].
  - Eté[24] : Rencontre entre Grindelwald et Albus Dumbledore au village de Godric's Hollow. Ils recherchent ensemble les Reliques de la Mort[25].
  - Entre août et novembre : violente dispute entre Albus Dumbledore, Abelforth Dumbledore et Grindelwald et mort d'Ariana Dumbledore[20].
- entre 1900 et 1925 : Grindelwald entre en possession de la baguette de sureau[26].
- 1906[réf. nécessaire] : naissance de Garrick Ollivander.
- 1907[27] : naissance de Merope Gaunt.
- vers 1908[21] : Norbert Dragonneau entre à Poudlard, à la maison Poufsouffle[22].
- 1913 : Norbert Dragonneau est menacé d'expulsion de Poudlard[28], mais le professeur Albus Dumbledore s'interpose.
- vers 1915 : Norbert Dragonneau entre au ministère de la Magie.
- 1917 : 
  - Garrick Ollivander entre à Poudlard[réf. nécessaire], à la maison Serdaigle.
  - naissance de Frank Bryce, le jardinier de la famille Jedusor[29].
- de 1918 à 1926 : Norbert Dragonneau explore les cinq continents à la recherche de nouvelles créatures magiques à étudier, afin de rédiger son livre Vie et habitat des animaux fantastiques.
- 1925 :
  - Vers septembre : Bob Ogden rend visite à la famille Gaunt. S'ensuivent les arrestations et les emprisonnements à Azkaban d'Elvis et de Morfin[30].
  - Vers décembre : mariage de Tom Jedusor, Sr. et de Merope Gaunt[30].
- 1926 :
  - Norbert Dragonneau fait la rencontre de Grindelwald à New York.
  - Printemps : Tom Jedusor Sr. quitte son épouse enceinte[30].
  - Décembre : Merope vend le médaillon de Serpentard chez Barjow et Beurk[27].
  - 31 décembre[31] : naissance de Tom Elvis Jedusor, futur Voldemort et décès de sa mère Merope Gaunt[30].
- 1927 : 
  - première publication des Animaux fantastiques de Norbert Dragonneau[13].
  - Grindelwald se rend à Paris pour recruter des partisans.
- 1928 :
  - Vers septembre : libération de Morfin Gaunt[30].
  - 6 décembre : naissance de Rubeus Hagrid[32].
- Vers 1931 : Fridluva, la mère de Hagrid, abandonne sa famille[33].
- 1932 : Vicência Santos est élue manitou suprême de la confédération internationale des sorciers après une tentative de prise de pouvoir par Grindelwald.
- 4 octobre[34] 1936 : naissance présumée de Minerva McGonagall[35],[Note 1].
- Avant 1938 :
  - Armando Dippet devient directeur de Poudlard[36].
  - Dumbledore devient professeur de métamorphose à Poudlard[36]. La même année, Horace Slughorn devient professeur de potions[37].
- 1938 :
  - Eté : Dumbledore rend visite à Tom Elvis Jedusor à son orphelinat pour lui proposer d'étudier à Poudlard.
  - Septembre : Tom Jedusor entre à Poudlard[27].
- 1940 : Hagrid entre à Poudlard[38].
- Entre septembre 1941 et juin 1942 : Mort du père de Hagrid[39].
- Septembre 1942[réf. souhaitée] : Tom Jedusor devient préfet de Serpentard.
- 1943 : 
  - Vers mai : Tom Jedusor ouvre la Chambre des Secrets à Poudlard, et libère le Basilic, qui tue Mimi Geignarde[38].
  - 13 juin : Hagrid est accusé d'avoir ouvert la Chambre des Secrets et est renvoyé de l'école. Il y reste finalement en tant que garde-chasse[38].
  - Eté : Jedusor assassine son père, Tom Jedusor, Sr., et les parents de ce dernier[40].
  - Entre septembre et décembre : Jedusor se renseigne auprès de Slughorn au sujet des Horcruxes et en crée un premier dans son journal intime[41].
- Septembre 1944[réf. souhaitée] : Jedusor devient préfet en chef.
- 1945 :
  - duel entre Albus Dumbledore et Grindelwald. Dumbledore est vainqueur, remporte la baguette de sureau[42], et Grindelwald est enfermé à la prison de Nurmengard.
  - Juin : Jedusor passe ses ASPIC avec succès et quitte Poudlard, non sans avoir tenté d'obtenir le poste de professeur de Défense contre les forces du mal.
- Après juin 1945 : Jedusor est engagé chez Barjow et Beurk, d'où il démissionnera après avoir assassiné Hepzibah Smith et récupéré la coupe de Poufsouffle et le médaillon de Serpentard. Il disparaît ensuite pendant dix ans[43].
- Septembre 1947 : 
  - Minerva McGonagall entre en première année à Poudlard[Note 2].
  - Création du registre des loups-garous[13].
  - Première publication d’Histoire de la magie de Bathilda Tourdesac[13].
- 30 octobre 1949 : naissance de Molly Prewett.
- 6 février 1950 : naissance d'Arthur Weasley.
- 1951 : naissances de Bellatrix Black[44] et de Rita Skeeter[45].
- 1953 : naissance d'Andromeda Black[44].
- 1954 : naissance de Lucius Malefoy[46].
- 1955 : naissance de Narcissa Black[44].
- Avant 1955 : Dumbledore devient directeur de Poudlard[43].
- Vers 1955 : Tom Jedusor, qui se fait désormais appeler Voldemort, revient à Poudlard pour briguer le poste de professeur de défense contre les forces du mal, poste que Dumbledore lui refuse[43].
- Décembre 1956 : McGonagall devient professeur à Poudlard[47].
- 1957 : naissance de Sturgis Podmore[48].
- Vers 1958 : naissance de Bertha Jorkins[45].
- 3 novembre 1959 : naissance de Sirius Black.
- 1960 : 
  - Au cours de l'année : naissance de Peter Pettigrow.
  - 9 janvier : naissance de Severus Rogue.

### De la naissance de James et Lily Potter à leur mariage (1960 - 1979)
- 1960 : 
  - 30 janvier : naissance de Lily Evans.
  - 10 mars : naissance de Remus Lupin.
  - 27 mars : naissance de James Potter[49].
- 1961 : naissance de Regulus Black[44].
- Vers 1963 : naissance de Bartemius Croupton Junior.
- 26 janvier 1964 : naissance de Gilderoy Lockhart[50].
- Vers 1969 : dans le climat d'« incertitude » qui règne au vu de la montée en puissance de Voldemort dans le monde magique, Arthur Weasley et Molly Prewett, comme d'autres couples, se marient « sur un coup de tête »[51],[52].
- Vers 1970 :
  - Début du règne de Voldemort.
  - 29 novembre : naissance de Bill Weasley[53].
- Septembre 1971 : James Potter, Lily Evans, Sirius Black, Remus Lupin, Peter Pettigrow, et Severus Rogue entrent à Poudlard[21].
- 12 décembre 1972 : naissance de Charlie Weasley[53].
- Vers 1973 : naissance de Nymphadora Tonks[54].
- 1974 : James, Sirius et Peter découvrent que leur ami Remus est un loup-garou, ce qui explique ses virées nocturnes mensuelles[55].
- Septembre 1975 : Remus devient préfet de Gryffondor[56].
- Entre septembre 1975 et août 1976 : James, Sirius et Peter réussissent à devenir des   Animagus et accompagnent désormais Lupin à l'extérieur les nuits où il se métamorphose[55]. Création de la Carte du Maraudeur.
- 1976 :
  - Au cours de l'année :
    - Sirius s'enfuit de chez ses parents[57].
    - Naissance d'Olivier Dubois[58].

  - Juin : James, Lily, Sirius, Remus, Peter et Severus Rogue passent leur BUSE. À la fin de l'épreuve de défense contre les forces du Mal, James humilie Rogue en public et ce dernier insulte Lily qui avait pris sa défense[59] ; le soir même, Lily décide de ne plus reparler à Rogue[60].
  - 22 août : naissance de Percy Weasley.
- 1977 :
  - Au cours de l'année : Regulus Black se rallie aux Mangemorts[61].
  - Septembre : James[62] et Lily deviennent préfets en chef[63].
  - En septembre ou octobre : naissance de Cedric Diggory[64].
  - Fin octobre : naissance d'Angelina Johnson[64].
- 1978 :
  - Au cours de l'année : après avoir offert les services de Kreattur, son elfe de maison, à Voldemort, Regulus trahit ce dernier et vole le médaillon de Serpentard[61]. Il décède sur le coup[61].
  - 1ᵉʳ avril : naissance de Fred et George Weasley[53].
  - Juin : James, Lily, Sirius, Lupin, Pettigrow et Rogue passent leurs ASPIC avec succès et quittent Poudlard[21].
- Vers 1979 : Lily et James se marient, Sirius étant l'un de leurs témoins[65].
- 1979 :
  - Au cours de l'année :
    - Pettigrow commence à espionner l'Ordre du Phénix pour le compte de Voldemort[66].
    - Naissance de Cho Chang[67].

  - 19 septembre : naissance d'Hermione Granger[68].

### L'histoire de Harry Potter (1980 - 1998)
- 1980 :
  - Avant juillet : Dumbledore s'entretient avec Sibylle Trelawney pour qu'elle devienne professeur de divination à Poudlard. C'est lors de cette conversation qu'elle fait la prophétie au sujet de Voldemort et de Harry Potter[69].
  - 1er mars : naissance de Ron Weasley[53].
  - 5 juin : naissance de Drago Malefoy[53].
  - 23 juin : naissance de Dudley Dursley[70].
  - 30 juillet : naissance de Neville Londubat[53].
  - 31 juillet : naissance de Harry Potter[71].
- 1981 :
  - 13 février : naissance de Luna Lovegood[72],[73].
  - 11 août : naissance de Ginny Weasley[53].
  - Vers septembre : Rogue postule au poste de professeur de défense contre les forces du Mal à Poudlard, mais Dumbledore lui confie celui de professeur de potions[74],[75].
  - Vers le 24 octobre : prononciation du sortilège de Fidelitas entre les Potter et Pettigrow, ce dernier devenant leur gardien du secret[76].
  - 31 octobre : Voldemort tue James et Lily Potter, mais son sortilège se retourne contre lui lorsqu'il tente d'assassiner Harry. Bien que Sirius demande sa garde, Harry est secouru par Hagrid sur ordre de Dumbledore[63]. Sirius laisse sa moto volante à Hagrid et se lance à la poursuite de Pettigrow. Privé de son corps et considérablement affaibli, Voldemort fuit en Albanie[77].
  - 1er novembre : Pettigrow assassine douze Moldus et feint sa propre mort, laissant accuser Sirius[76]. Dumbledore confie Harry à son oncle et sa tante, les Dursley[78].
- Après le 1er novembre 1981 :
  - Sirius est conduit à Azkaban[76].
  - Pettigrow, sous sa forme de rat, se fait adopter par les Weasley[55].
  - Les Mangemorts Bellatrix Lestrange, Rodolphus Lestrange, Rabastan Lestrange et Barty Croupton, Jr. sont arrêtés et emprisonnés à Azkaban pour avoir torturé Frank et Alice Londubat[79]. Croupton s'évadera à peu près un an plus tard, avec la complicité de sa mère qui prendra sa place en prison[80].
- Septembre 1982 : Bill Weasley entre à Poudlard[21].
- Septembre 1984 : Charlie Weasley entre à Poudlard[77].
- 1985 : Mort de Walburga Black[44]. Le 12, square Grimmaurd est laissé à l'abandon ; seul Kreattur, l'elfe de maison des Black, y demeure[81].
- Septembre 1986 : Bill devient préfet de Gryffondor[56].
- Septembre 1987 : Percy Weasley entre à Poudlard[77].
- Septembre 1988 : Bill devient préfet en chef, et Charlie capitaine de l'équipe de Quidditch de Gryffondor[56].
- Septembre 1989 : Fred et George Weasley entrent à Poudlard[77].

### Après la bataille de Poudlard
- 2 mai 2000 : naissance de Victoire Weasley, fille aînée de Bill et Fleur[82],[83].
- Vers 2004 : naissance de James Sirius Potter, fils aîné de Harry et Ginny[82].
- Vers 2006 : 
  - Naissance d'Albus Severus Potter, fils de Harry et Ginny[82] ;
  - Naissance de Rose Weasley, fille aînée de Ron et Hermione[82] ;
  - Naissance de Scorpius Malefoy, fils de Drago[82].
- Vers 2008 : 
  - Naissance de Lily Luna Potter, fille de Harry et Ginny[82] ;
  - Naissance de Hugo Weasley, fils de Ron et Hermione[82].
- 1er septembre 2009 : Teddy Lupin, fils de Remus Lupin et Nymphadora Tonks, entre à Poudlard.
- 1er septembre 2011 : Victoire Weasley, fille aînée de Bill et Fleur, entre à Poudlard.
- 1er septembre 2015 : James Sirius Potter entre à Poudlard[82].
- 1er septembre 2017 : Rose Weasley, Scorpius Malefoy et Albus Severus Potter entrent à Poudlard[82].
- 1er septembre 2019 : Lily Luna Potter et Hugo Weasley rentrent à Poudlard.

## Commentaires sur la chronologie

### Premières indications issues des romans
Dans le premier tome de la saga, J. K. Rowling n'a jamais défini l'année précise à laquelle se déroulait son intrigue : les jours et les mois (notamment lors d'anniversaires) sont souvent mentionnés, mais jamais l'année. Il se pourrait qu'elle ait initialement opté pour une action qui se déroulerait « de nos jours », à l'époque où le lecteur découvre ses romans, sans plus de précision.
Néanmoins, dès Harry Potter et la Chambre des secrets, l'auteur a laissé un indice qui peut servir de point de départ à de nombreuses déductions, permettant de construire une chronologie précise : dans le second tome, le fantôme Nick Quasi-Sans-Tête fête le cinq centième anniversaire de sa mort, et sur son gâteau est inscrit : « mort le 31 octobre 1492 ».
Dès lors, on en déduit que le second tome se déroule lors de l'année scolaire 1992-1993. Sachant que le récit nous amène à suivre la progression de Harry Potter au sein de l'école de Poudlard année scolaire par année scolaire, on peut calculer la date de ses autres aventures : le premier tome se déroule en 1991-1992 et le septième en 1997-1998.
Or, Harry fête ses onze ans le 31 juillet précédant sa première année à Poudlard. Il est donc né en 1980. De cette date, on peut déduire (à un an près) les dates de naissance de tous les élèves contemporains de Harry à Poudlard.
Enfin, puisque J. K. Rowling a souvent pris soin de situer dans le temps les évènements du monde magique antérieurs à son récit (en précisant le nombre d'années qui les sépare du moment de l'intrigue), on peut ainsi dater notamment la mort des parents de Harry ou la première ouverture de la Chambre des secrets par Jedusor.

### Officialisation de la chronologie
L'édition DVD du film Harry Potter et la Chambre des secrets, par Warner Bros. en 2003, inclut dans les bonus interactifs une chronologie du monde de Harry Potter. Celle-ci fixe la naissance de Harry au 31 juillet 1980, ce qui confirme les déductions ci-dessus, déductions qu'avaient déjà faites
de nombreux fans, avant même la parution du DVD. Warner Bros. a confirmé que la chronologie du DVD a été vérifiée, corrigée et approuvée par J. K. Rowling [réf. nécessaire], elle est donc généralement considérée par les fans comme exacte.
Le 20 février 2006, l'auteur a mis aux enchères l'arbre généalogique de la famille Black, commenté par Sirius dans le tome 5, et qu'elle avait elle-même écrit à la main. Dans cet arbre, Drago Malefoy, élève de la même promotion que Harry à Poudlard, est présent (car descendant de la famille Black) et son année de naissance est 1980, ce qui confirme une nouvelle fois la chronologie précédemment établie.
Enfin, dans l'ultime tome, Harry Potter et les Reliques de la Mort, les dates de naissance, ainsi que la date de l'assassinat des parents de Harry sont données explicitement : 30 janvier 1960, 27 mars 1960 et 31 octobre 1981. Sachant que Harry était âgé d'un an au moment de leur décès, son année de naissance est à nouveau confirmée, et, pour la première fois, elle l'est par une information tirée de l'un des romans.
À partir de avril 2012, les informations chronologiques sont officialisées par le site que lance J. K. Rowling, Pottermore. Les dates de naissance et de décès de la plupart des personnages y figurent notamment.

### Indications issues de la pièce
Dans la pièce de théâtre Harry Potter et l'Enfant maudit, quand Albus Severus Potter et Scorpius Malefoy remontent le temps, les noms des scènes sont indiqués comme suit : « Acte II scène 7, le Tournoi des Trois Sorciers, à la lisière de la forêt interdite, 1994 » et « Acte II scène 20, le Tournoi des Trois Sorciers, le lac, 1995 ». Sachant qu'ils prévoyaient de remonter le temps jusqu'au Tournoi des Trois Sorciers dans le but de sauver Cedric Diggory, tué par Peter Pettigrow le 24 juin 1995 avant la renaissance de Lord Voldemort,,,, cela confirme que Harry Potter et la Coupe de feu se déroule bien entre le deuxième semestre 1994 et le premier semestre 1995.

### Incohérences
Quelques incohérences viennent néanmoins perturber cette chronologie :
- Dans Harry Potter à l'école des sorciers, en 1991 selon la chronologie, Hermione fait lire à ses amis Harry et Ron « un vieux livre énorme » dans lequel il est mentionné que Nicolas Flamel « a fêté récemment son six cent soixante-cinquième anniversaire[91] ». Ni l'âge du « vieux livre », ni le laps de temps correspondant au « récemment » ne sont indiqués ; cependant, cela situerait la naissance de Nicolas Flamel bien avant 1326, alors que les historiens situent plutôt la date de naissance du véritable Nicolas Flamel vers 1330.
- Au début de Harry Potter et la Coupe de feu, lors de l'été 1994, Dudley Dursley possède une console de jeux vidéo PlayStation[92]. Or, celle-ci, même au Japon, n'est sortie qu'en décembre 1994[93].
- Dans la scène du pire souvenir de Rogue, un flashback extrait de Harry Potter et l'Ordre du Phénix, James Potter est décrit comme âgé de quinze ans lorsqu'il passe ses BUSE à l'issue de sa cinquième année d'étude[59], alors qu'étant né au mois de mars[12] et entré à Poudlard à onze ans révolus, il devait alors avoir un peu plus de seize ans.
- Dans Harry Potter à l'école des sorciers, le fantôme Nick Quasi-sans-tête dit ne plus avoir mangé depuis 400 ans[94] ; or, dans le tome suivant, il célèbre le 500e anniversaire de sa mort et on apprend à cette occasion que les fantômes ne peuvent pas se nourrir[84] : cela fait donc, à cette époque, au moins 500 ans qu'il n'a rien mangé. Cette incohérence a néanmoins été rectifiée, le laps de temps mentionné dans les rééditions étant désormais de 500 ans dans les deux cas.
- Une entrevue entre le Ministre de la Magie Cornelius Fudge et le Premier Ministre britannique, que J. K. Rowling ne nomme pas, est racontée au début de Harry Potter et le Prince de sang-mêlé. L'action étant censée se dérouler lors de l'été 1996, ce Premier Ministre devrait être John Major. Or, Fudge lui parle de son prédécesseur comme s'il s'agissait d'un homme (dans la traduction française comme dans la version originale)[95], alors que ce prédécesseur aurait dû être Margaret Thatcher.
- Dans les films Les Animaux Fantastiques, se déroulant de 1926 à 1945, Minerva McGonagall est professeure à Poudlard. Dans le chapitre 15 de Harry Potter et l'Ordre du Phénix, qui se déroule sur l'année scolaire 1995-1996[96], McGonagall dit à Ombrage qu'elle enseigne depuis « trente-neuf ans »[47]. Elle a donc commencé à enseigner en 1956 ou 1957, soit une trentaine d'années après l'intrigue du premier film des Animaux fantastiques. De plus, la biographie du personnage sur Pottermore, ainsi que ce chapitre de l'Ordre du Phénix, auraient permis aux fans d'effectuer un calcul simple de son année de naissance, qui correspondrait à 1935[Note 3].
- Enfin, certains jours de la semaine associés à des dates mentionnées par Rowling sont mathématiquement incompatibles entre eux[97]. De ce fait, il est impossible d'établir une chronologie qui corrobore l'ensemble des informations fournies dans les sept tomes.